# Urucuia
Urucuia este un oraș în Minas Gerais (MG), Brazilia.